# Тогиак (аэропорт)
Аэропорт Тогиак (англ. Togiak Airport), (ИАТА: TOG, ИКАО: PATG, FAA LID: TOG) — государственный гражданский аэропорт, расположенный в городе Тогиак (Аляска), США.

## Операционная деятельность
Аэропорт Тогиак находится на высоте 6 метров над уровнем моря и эксплуатирует две взлётно-посадочные полосы:
- 3/21 размерами 1341 x 23 метров с гравийным покрытием;
- 10/28 размерами 299 x 18 метров с гравийным покрытием.

По данным статистики Федерального управления гражданской авиации США услугами аэропорта в 2008 году воспользовалось 1 781 человек, что на 6 % меньше в сравнении с 2007 годом (1886 пассажиров) и на 43 % меньше по сравнению с 2006-м (3119 человек).
За период с 31 декабря 2006 года по 31 декабря 2007 года аэропорт Тогиак обработал 10 200 операций взлётов и посадок самолётов (в среднем 27 операций ежедневно), из них 78 % пришлось на рейсы аэротакси и 22 % — на авиацию общего назначения.
Тогиак-Виллидж включен Федеральным управлением гражданской авиации США в Национальный план развития аэропортовой системы страны в качестве аэропорта, предназначенного для обслуживания авиации общего назначения.